# 查克·孟瑟
查尔斯·J·门瑟（英語：Charles J. Mencel，1933年4月21日—），美国NBA联盟前职业篮球运动员。他在1955年的NBA选秀中第2轮第12顺位被明尼阿波利斯湖人选中。